# Wilhelm Mayer (Widerstandskämpfer)
Wilhelm Mayer (* 28. Dezember 1905 in Reutlingen, Württemberg; † 3. März 1978) war ein deutscher Kommunist, Widerstandskämpfer gegen den Nationalsozialismus, Staatsfunktionär der DDR und Generalmajor der Kasernierten Volkspolizei.

## Leben
Von Beruf Mechaniker, trat er 1924 in die KPD ein, leistete ab 1933 illegale Arbeit, wurde verhaftet und zu vier Jahren Haft verurteilt. Nach seiner Entlassung aus dem Zuchthaus Luckenwalde 1939 wurde er unter Polizeiaufsicht als wehrunwürdig in das Dorf Felgentreu eingewiesen, das 1937 für das Militär geräumt worden war und in dem sich ein Außenlager des Zuchthauses Luckenwalde befand. Mayer baute dort eine illegale Widerstandsgruppe auf, initiierte am 17. April 1945 einen Aufstand gegen die Bewacher und war maßgeblich an der kampflosen Übergabe der Stadt Luckenwalde an die sowjetische Armee beteiligt.
Nach Kriegsende war er 1945/46 KPD-Kreisvorsitzender in Luckenwalde. Seine Frau Irmgard (1907–1985) übernahm das Amt der Bürgermeisterin in Felgentreu. 1946 wurde er Mitglied der SED und war 1947 bis 1950 als Kurator an der Deutschen Verwaltungsakademie in Forst Zinna tätig. Als Sonderbevollmächtigter der DDR-Regierung und persönlicher Referent des Ministers für Aufbau, Lothar Bolz, war er ab 1950 für die Fertigstellung der Werner-Seelenbinder-Halle und verschiedener Großbauten für die Weltfestspiele der Jugend und Studenten in Berlin zuständig. Im November 1951 wurde er zum Staatssekretär für Bauwirtschaft im Ministerium für Aufbau berufen.  Am 1. Januar 1953 erfolgte sein Eintritt in die Kasernierte Volkspolizei (KVP). Er war dann bis 1955 Stellvertreter des Ministers des Innern für Bauwesen und Unterbringung, zunächst in zivil, ab 1. November 1953 im Rang eines Generalmajors.

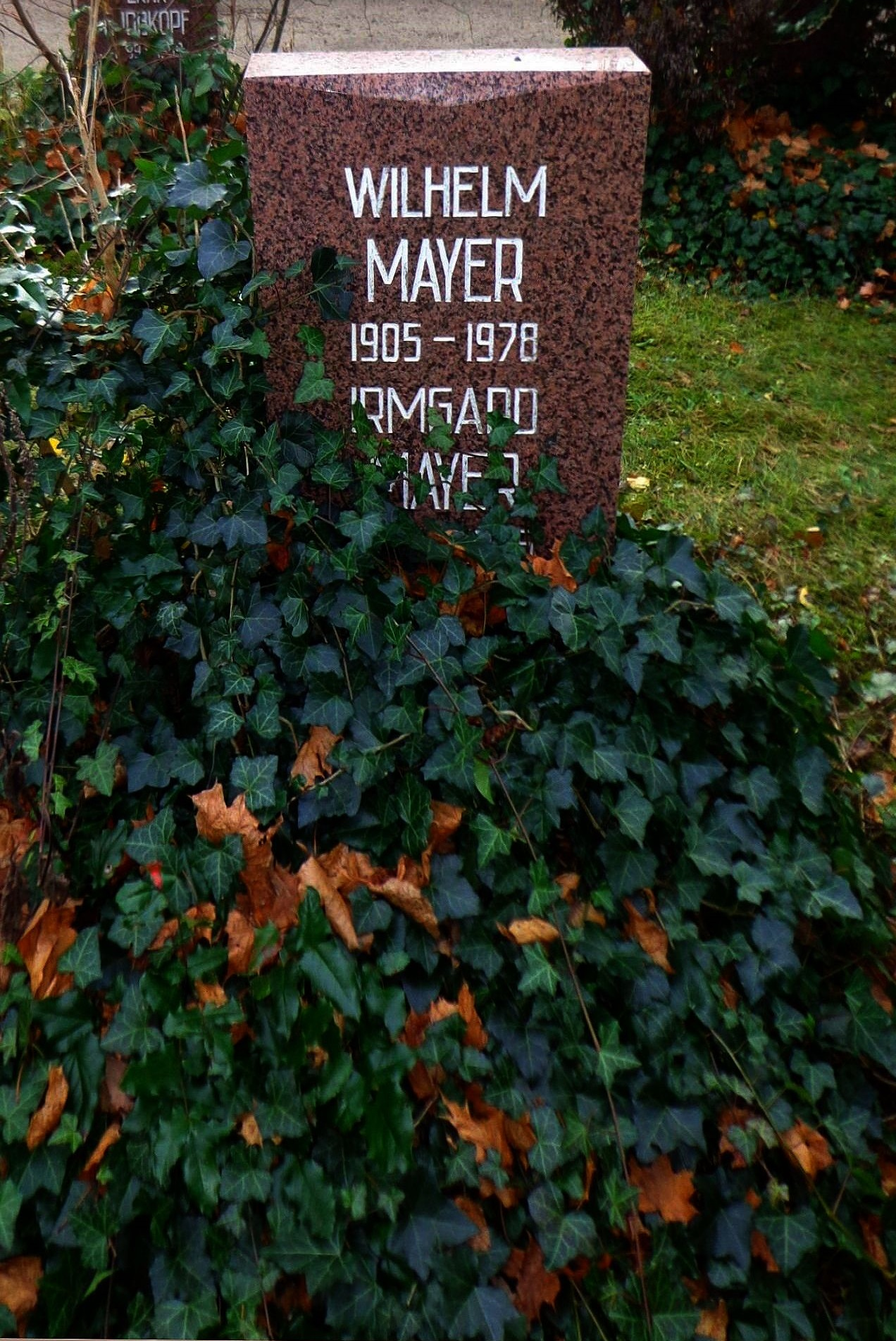
Grabstätte

Die Staatssicherheit warf ihm vor, nicht nur fachlich inkompetent zu sein, sondern auch eine insgesamt „zweifelhafte“ politische Haltung an den Tag zu legen. Mayer fühlte sich vom MfS beschattet und ließ die Mitarbeiter des Geheimdienstes seine Abneigung wiederholt spüren. Am 31. Oktober 1955 wurde er aus der KVP entlassen, war anschließend Beauftragter des Magistrats von Ostberlin für Verschönerungsarbeiten am Pariser Platz und am Brandenburger Tor, Direktor der Deutschen Bauausstellung und bis 1962 Direktor für Wirtschaft und Finanzen an der Deutschen Bauakademie Berlin. Zuletzt war er wissenschaftlicher Berater der Bauakademie. Er und seine Frau Irmgard erhielten ein Urnengrab in der Grabanlage Pergolenweg des Berliner Zentralfriedhofs Friedrichsfelde.

## Auszeichnungen und Ehrungen
- 1951 Ehrentitel Held der Arbeit
- 1970 Vaterländischer Verdienstorden in Gold
- 1975 Karl-Marx-Orden
- 1979 wurde einem Truppenteil der NVA der Name „Wilhelm Mayer“ verliehen.[10]